# Détroit de Malacca
Le détroit de Malacca (en malaisien : selat Melaka ; en indonésien : selat Malaka ; en thaï : ช่องแคบมะละกา ; en tamoul : மலாக்கா நீரிணை ; en chinois simplifié : 马六甲海峡 ; chinois traditionnel : 馬六甲海峽) est un long couloir maritime du Sud-Est de l'Asie situé entre la péninsule Malaise et l'île indonésienne de Sumatra. Il relie le détroit de Singapour et la mer de Chine méridionale au sud-est, à la mer d'Andaman, mer bordière de l'océan Indien, au nord-ouest. Le détroit constitue un espace maritime de l'archipel indonésien et de la Malaisie.
Il est long d'environ 930 km. Sa largeur est comprise entre 38 km et 393 km, avec un resserrement de 3 km dans sa partie la plus étroite (entre le tanjung Tuan, en Malaisie et le tanjung Medang, en Indonésie). Plusieurs îles se trouvent dans sa partie méridionale.
Il a pris une importance stratégique de premier ordre, en étant la principale route d'approvisionnement en pétrole de deux des principaux consommateurs mondiaux, le Japon (80% de ses importations en hydrocarbures) et la Chine (90% de ses importations en hydrocarbures). La plus grande cité maritime est Port Kelang (en malaisien : Pelabuhan Klang), dont le trafic est le plus élevé de la Malaisie. On distingue aussi les villes de Malacca, toujours en Malaisie et Singapour (extrémité sur le détroit de Singapour).
20% du trafic mondial de marchandises transite par le détroit de Malacca. 400 lignes maritimes convergent vers le détroit qui compte 740 ports (2004).

## Géographie
L'Organisation hydrographique internationale définit les limites du détroit de Malacca de la façon suivante :
- À l'ouest: Une ligne allant de Laem Kho Chao (7° 45′ 28″ N, 98° 18′ 39″ E) au sud de Ko Phuket en Thaïlande à ujung Baka (5° 39′ 24″ N, 95° 26′ 01″ E) à Sumatra.
- À l’est : Une ligne joignant le tanjung Piai (1° 15′ 57″ N, 103° 30′ 43″ E), l’extrémité méridionale de la péninsule malaise et l'îlot Iyu Kecil (The Brothers 1° 11′ 26″ N, 103° 21′ 09″ E), et de là jusqu’à l'île (pulau) Karimun Kecil (1° 09′ 57″ N, 103° 23′ 19″ E), en Indonésie.
- Au nord : La côte sud-ouest de la péninsule malaise.
- Au sud : La côte nord-est de Sumatra en direction de l’est jusqu’au tanjung Kedabu (1° 05′ 35″ N, 102° 58′ 26″ E) et de là jusqu’à l'île (pulau) Karimun Kecil.

Large d'environ 390 km à son embouchure septentrionale, le détroit se resserre jusqu'à 38 km entre pulau Rupat (Indonésie) et la localité de Kampung Siginting (Malaisie). Un bras du détroit ouvrant sur le détroit de Singapour se réduit à 16,2 km. Un autre bras communiquant avec la mer de Chine méridionale compte 45 km de largeur. Le détroit est émaillé de centaines d'îles inhabitées envahies par des mangroves qui offrent un grand nombre de cachettes à toutes sortes de criminels.
Son point le plus étroit (3 km) congestionne le trafic des bateaux et limite le développement de cet axe maritime. La profondeur moyenne est de 24 mètres mais des rochers submergés et des bancs moins profonds réduisent la profondeur à 10 mètres dans certains passages.

## Importance géostratégique
Le détroit de Malacca est l'une des plus importantes voies de navigation au monde, et connaît un trafic équivalent à celui du canal de Suez. Il constitue l'une des principales voies de passage entre l'océan Indien et l'océan Pacifique, reliant quatre des pays les plus peuplés au monde : l'Inde, l'Indonésie, le Japon et la Chine. Quelques chiffres en témoignent : 
- plus de 55 000 navires l'empruntent en 2000[8], 75 000 en 2012[7] et 84 000 en 2017[8];
- entre 20 % du transport maritime conteneurisé mondial y passe en 2012[7] ;
- la moitié du commerce maritime de pétrole y transitait en 2010[9], un tiers en 2019[8].

Cet important trafic et l'étroitesse du détroit dans sa partie méridionale en ont fait une zone privilégiée pour la piraterie et une cible potentielle du terrorisme (possiblement mouvements indépendantistes indonésiens). La piraterie dans l'océan Indien et celle pratiquée en mer de Chine sont devenues un problème majeur depuis les années 1990, le nombre d'attaques dans le détroit passant de 25 en 1994 à 220 en 2000, soit le tiers de la piraterie mondiale, avant de redescendre à 36 en 2008. Les chiffres des années suivantes sont variables, avec 104 incidents en 2015, 8 en 2018 et 30 en 2019.
Les marines malaisienne, indonésienne et singapourienne ont augmenté leurs patrouilles à partir de juillet 2004 mais la géographie du détroit le rend quasiment impossible à sécuriser : il sépare la Malaisie de l'Indonésie, connues pour entretenir des relations houleuses, ce qui complique encore un peu plus les questions de sécurité. Les forces armée indiennes s'impliquent aussi en développant la surveillance de l'entrée ouest avec les bases INS Utkrosh et INS Baaz.
Un rapport du centre MICA (Maritime Information Cooperation & Awareness) publié au début 2020 affirme que la zone ne présente plus de problèmes de sécurité.

## Contournements
La Thaïlande a élaboré plusieurs plans afin de réduire l'importance économique du détroit de Malacca. Elle a ainsi proposé plusieurs projets de canal à travers l'isthme de Kra, épargnant ainsi 600 km de navigation.
Toutefois, ce canal couperait la Thaïlande en deux, en isolant les provinces du sud, notamment Narathiwat, Pattani et Yala à la minorité musulmane, du reste du pays. En outre, son coût prohibitif laisse penser que ce canal ne verra pas le jour avant longtemps, malgré les désirs des hommes politiques thaïlandais.
Il existe deux routes maritimes alternatives :
- par le détroit de la Sonde ;
- par le détroit de Lombok et le détroit de Macassar.

Ces deux routes sont également exposées à la piraterie et au terrorisme. De plus, le détroit de la Sonde est trop peu profond pour permettre le passage des navires de type Malaccamax.

## Pétroliers géants
L'échouage de pétroliers géants dans le détroit inquiète les pays qui se partagent la gestion du détroit. En 1972, la Malaisie avait demandé que les navires extra-larges empruntent le détroit de Lombok (+3 jours). En 1975, un pétrolier géant japonais (Showa-Maru, 237 000 tonnes) s'échoue dans le détroit.